# Plagiolepis decora
Plagiolepis decora é uma espécie de formiga do gênero Plagiolepis, pertencente à subfamília Formicinae.